# Herinneringen aan mijn vriend
Herinneringen aan mijn vriend – of De memoires van mijn vriend – (fr. Les Mémoires de mon ami) is een lang verhaal, of een korte roman, van de Franse schrijver Octave Mirbeau. Het is eerst als feuilleton verschenen in de periode van november 1898 tot en met april 1899 en vervolgens in 1920 in boekvorm gepubliceerd.
Het is een verhaal waarin de ik-figuur zijn herinneringen opschrijft in de volgorde waarin ze bij hem opkomen, dus zonder enige eenheid of chronologische ordening. De hoofdpersoon is een eenvoudige kassier die geen noemenswaardige eigen persoonlijkheid heeft en dus voorbestemd lijkt voor een marginaal bestaan. De afgrijselijke domheid en lelijkheid van de mensen om hem heen, brengen hem ertoe zich terug te trekken in een innerlijk isolement, waar droom en fantasie de boventoon voeren. Evenals Freud vindt Mirbeau dromen en fantasieën van groot belang voor de mens. Als buitenstaander ontwikkelt de ik-figuur echter ook een meedogenloos scherp waarnemingsvermogen waardoor alle absurditeiten en gemeenheden van de wereld zich in alle duidelijkheid aan hem vertonen. Als gevolg daarvan worden medelijden en revolte tegen een dood en verderf zaaiende maatschappij de grondslagen voor zijn morele leven, wat tot uiting komt in zijn bekentenis, die een wraakoefening is voor zijn miserabele leven.